# Palazzo Provana di Collegno
Il Palazzo Provana di Collegno, o Palazzo Guidobono Cavalchini, è un palazzo storico di Torino costruito nel 1687 in via Santa Teresa 20 su progetto dell'architetto Guarino Guarini, è sotto la tutela della Sovrintendenza alle Belle Arti ed è monumento nazionale.
Dal 2020 il palazzo ospita, al piano nobile, la sede del Museo Schneiberg.

## Storia
L’origine del palazzo è dovuta alla decisione con cui la Duchessa Cristina di Francia, moglie di Vittorio Amedeo I di Savoia, donava terreni alla classe nobiliare per attuare il suo programma di espansione e abbellimento della città.
I Provana di Collegno, famiglia tra le più conosciute dell'antica nobiltà torinese, originaria di Carignano e beneficiari della donazione, sono stati, nel corso dei tempi, fedelissimi di Casa Savoia.
Il palazzo, destinato ad Antonio Provana di Collegno, aiutante di campo, scudiere, gentiluomo di camera di Vittorio Amedeo II e sindaco di Torino nel 1689, è stato costruito a partire dal 1687 su progetto dell'architetto Guarino Guarini che era deceduto quattro anni prima. Il figlio che Antonio ebbe da Eleonora Villa di Volpiano, Giuseppe Ignazio Provana di Collegno, gentiluomo di camera di Carlo Emanuele III, fu precettore di Luigi di Carignano e sindaco di Torino nel 1730. Giuseppe Giovanni, il primogenito che quest'ultimo ebbe da Geronima Salomone di Serravalle di Vercelli, dama d’onore di Maria Giovanna Battista di Savoia-Nemours, fu sindaco di Torino nel 1750 e vicario di politica e polizia. Ancora, il nipote di Giuseppe Giovanni, Giuseppe Luigi Provana di Collegno, fu sindaco della capitale sabauda tre volte, nel 1822, nel 1830 e nel 1831.. Infine, il conte Umberto Provana di Collegno, scomparso nel 1991, ebbe dall'ultimo sovrano d'Italia, Umberto II, l'onorificenza del Collare dell'Annunziata come riconoscimento per i particolari legami di fedeltà verso la dinastia, anche quando l'ultimo re era già in esilio in Portogallo.
L'edificio fu residenza della famiglia Provana fino a fine Ottocento, quando venne venduto ai baroni Guidobono Cavalchini Garofoli: Luisa Provana, unica figlia di Alessandro Provana, aveva sposato il Barone Alessandro Guidobono Cavalchini Garofoli, in cui si estinse il ramo primogenito dei Provana di Collegno. Questi lo destinarono a diverse attività: fu sede del Circolo dei Biellesi (ora scomparso), poi sede provinciale dell'INPS, poi ancora sede provinciale della Democrazia Cristiana grazie alla quale l'edificio ha visto nel passato importanti riunioni politiche e fu visitato più volte da Alcide De Gasperi, allora leader del partito e capo del Governo. Nel 1997 i baroni concessero al Liceo Cairoli di svolgervi la propria attività fino al 2020 quando, al piano nobile, venne ospitata la sede del Museo Schneiberg.

## Descrizione
Edificio monumentale, con una imponente facciata barocca, costituisce uno degli esempi più suggestivi del barocco tardo seicentesco.
Lo schema del palazzo, con androne voltato e sovrastante salone verso cortile, ha costituito modello per numerosi palazzi torinesi del secolo successivo. Lo schema del grande androne colonnato su maglia regolare è sostituito qui, come in Palazzo Carignano, da un ingresso ottagonale seguito da un amplissimo atrio con volta ovale a spicchi poggiante su un giro di otto colonne. Il luminoso androne è così ampio perché doveva consentire alle carrozze di compiere un giro completo.
Dovunque, ma soprattutto al centro dello scalone di accesso, domina lo stemma della Casa Provana, con i simboli del tralcio di vite e della colonna.
L’interno fu interamente ristrutturato nel 1783, come testimoniano le date impresse sulle lastre dei camini. I due appartamenti principali verso la strada furono decorati in occasione del matrimonio fra Giuseppe Francesco Provana e Anna Morand de St. Sulpice, genitori di Giuseppe Luigi Provana di Collegno. Durante il XVIII secolo l'edificio fu sopraelevato su disegno di Ignazio Gavuzzi. Nel 1856 il balcone e il piano delle botteghe furono ristrutturati secondo il nuovo gusto neobarocco, su disegno di Barnaba Panizza. I corpi del cortile e la manica su Via dei Mercanti sono stati successivamente trasformati o adattati a casa d'affitto.